# Pădina Mare
Pădina Mare é uma comuna romena localizada no distrito de Mehedinţi, na região de Oltênia. A comuna possui uma área de 73.33 km² e sua população era de 1607 habitantes segundo o censo de 2007.